# Philippe Bellenot
Philippe Bellenot, né dans le 2e arrondissement de Paris le 24 janvier 1860 et mort à Locarno en Suisse le 8 janvier 1928,, est un compositeur français de musique sacrée et de mélodies pour le piano, auteur de deux opéras et d’un oratorio, et maître de chapelle de l’Église Saint-Sulpice de Paris pendant près de 40 ans.

## Biographie

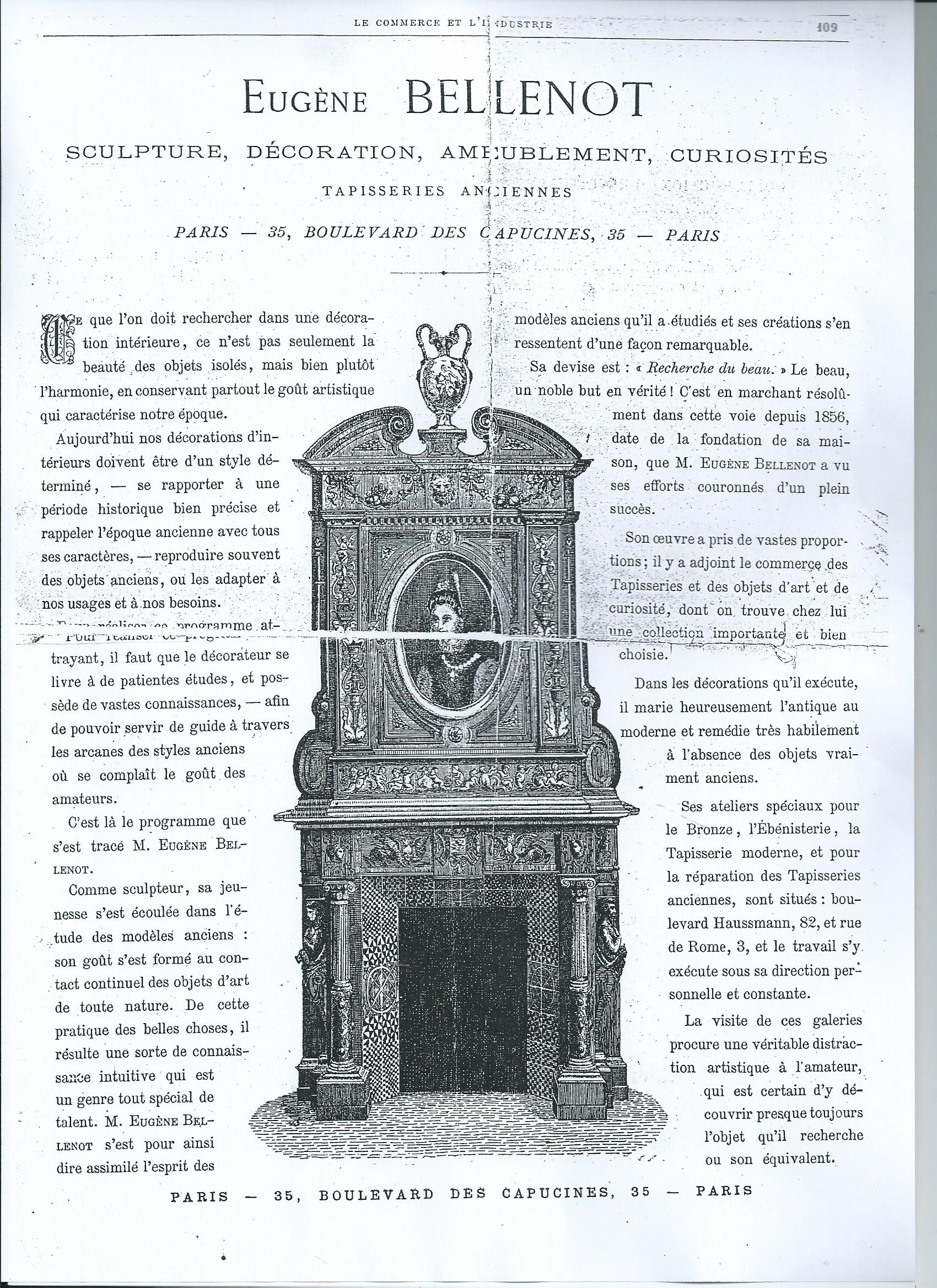
Eugène Bellenot, commerçant, boulevard des Capucines à Paris.

Philippe est le fils d'Eugène Bellenot (1830-1892), et Marie Virginie Gizolmes (1837-1894), riche héritière d'une famille parisienne de quincaillers. Les parents sont des commerçants de biens de luxe, meubles, pendules, objets en bronze. Il est élevé à Colombes, où ses parents ont acheté un certain nombre de terrains et bâti des pavillons.
Dès son plus jeune âge, à quatre ans, Philippe montre beaucoup de dispositions pour le piano et la musique. Il entre très tôt à  l’âge de 13 ans à l’école de musique religieuse Niedermeyer. À 29 ans, il est organiste à l’orgue de chœur de l’église Saint-Sulpice en même temps que Charles-Marie Widor titulaire du grand orgue.
En 1884 il devient Maître de Chapelle de cette même église, jusqu’à sa mort en Suisse, lors d'un séjour à Locarno en 1928. Il possède un orgue de salon dans son hôtel particulier du 5 rue Garancière, juste derrière le chevet de l'église Saint-Sulpice, et aussi dans sa propriété de Saint-Quay-Portrieux où il existe toujours une rue Bellenot.
Il épouse Amélie Puech pianiste, élève d’Antoine-François Marmontel et professeur à l’école Niedermeyer. Ils ont un fils, Camille, né en 1890, filleul de Camille Saint-Saëns, mort prématurément de la tuberculose à l’âge de six ans en 1896.  Philippe et Amélie Bellenot reçoivent des amis célèbres, musiciens et peintres, dans leur hôtel particulier de la rue Garancière ou à Saint-Quay-Portrieux où ils ont un tennis.
Philippe Bellenot compose deux opéras : l’un joué à Monte-Carlo en l’honneur du Prince Albert de Monaco et l’autre au casino d’Aix-les- Bains, son administrateur, Aristide Grandey, étant un grand ami de Bellenot. Il compose l’Oratorio pour la béatification de Thérèse de l’Enfant-Jésus qui sera exécuté à Lisieux en 1925.
Philippe, Amélie et leur fils Camille sont enterrés dans leur chapelle au cimetière du Montparnasse. Son orgue de salon de la rue Garancière, construit en 1914 par la maison Mutin-Cavaillé-Coll, et le terrain appartenant à son père Eugène Bellenot seront donnés à l'église Sainte-Marie-des-Vallées de Colombes édifiée dans le cadre de l'Œuvre des Chantiers du Cardinal.

## Œuvres
Environ 130 œuvres dont des motets, une messe, un oratorio Bienheureuse sainte Thérèse de l’Enfant-Jésus, une cantate à Jeanne d’Arc, des pièces pour orgue, des chœurs, des pièces pour piano et instruments à cordes, des mélodies, une comédie musicale Le Chœur dormant, un opéra Un début, une féerie musicale japonaise en deux actes Naristé.

## Concerts et discographie
- La veillée des tombes le 19 décembre 1916, cérémonie officielle à la mémoire des soldats belges morts pour la patrie, M. Charles-Marie Widor au grand Orgue, M. Philippe Bellenot maître de chapelle, au programme des œuvres de Bellenot[17].
- Concert Grand Messe solennelle le 12 juin 2005, au Grand Orgue Daniel Roth, à l'Orgue de Chœur Marc Cadiot, le Chœur Duodecamen dirigé par Christopher Hyde, le Chœur Darius Milhaud dirigé par Camille Haedt, les œuvres interprétées de Charles-Marie Widor, d'Alfred Lefébure-Wély et de Philippe Bellenot. Le concert a été enregistré et gravé sur CD intitulé "The Widor Mass, Opus.36" et édité par JAV Recordings.